# Martha-Quadrille
Die Martha-Quadrille ist eine Quadrille von Johann Strauss (Sohn) (op. 46). Sie wurde wahrscheinlich im Januar 1848 erstmals aufgeführt.

## Einzelnachweis
1. ↑  Quelle: Englische Version des Booklets (Seite 108) in der 52 CDs umfassenden Gesamtausgabe der Orchesterwerke von Johann Strauß (Sohn), Hrsg. Naxos (Label). Das Werk ist als dritter Titel auf der 41. CD zu hören.